# جورج كارتر
جورج كارتر (بالإنجليزية: George Carter)‏ (1 يناير 1867 بهيرفورد في المملكة المتحدة - 23 يونيو 1945 بساوثهامبتون في المملكة المتحدة) هو لاعب كريكت ولاعب كرة قدم بريطاني (وحمل سابقاً جنسية المملكة المتحدة لبريطانيا العظمى وأيرلندا) في مركز الدفاع. لعب مع نادي ساوثهامبتون.